# سوم ماه مه ۱۸۰۸
سوم ماه مه ۱۸۰۸ یک تابلو نقاشی اثر فرانسیسکو گویا نقاش اسپانیایی است که بین سال‌های ۱۸۱۴ تا ۱۸۱۵ و تنها در وقفه‌ای دوماهه با دوم ماه مه ۱۸۰۸ خلق شده‌است.
در این اثر، تیرباران شهروندان مادریدی توسط سربازان امپراتوری فرانسه در خلال سال‌های اشغال اسپانیا به دست ناپلئون به تصویر کشیده شده‌است.
این اثر را به جرأت می‌توان اولین نگاره به معنای واقعی کلمه انقلابی نامید. تحولی که در موضوع کار، سبک و نوع نورپردازی به وضوح قابل مشاهده‌است، سال‌ها بعد در کارهای استادانی نظیر ادوار مانه و پابلو پیکاسو تکرار می‌شود.
نورپردازی بریده بریده و هدفمند در حضور المان‌هایی نظیر مرگ و وحشت از اصولی است که پابلو پیکاسو در شاهکارش گرنیکا در حدود ۱۳۰ سال پس از «سوم ماه مه ۱۸۰۸» استفاده کرده‌است.

## جزئیات اثر

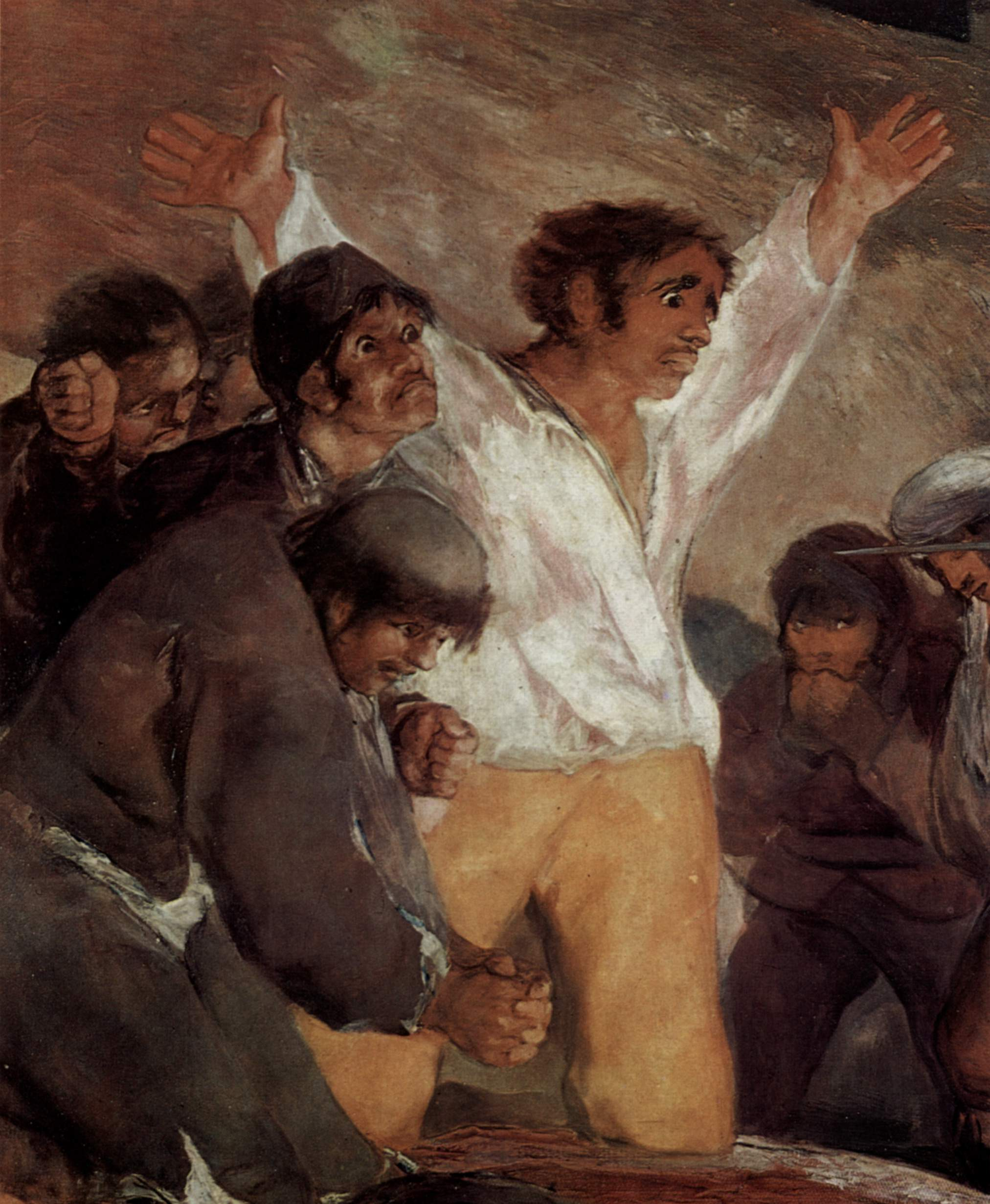

در سوم ماه مه ۱۸۰۸، گویا برگی از تاریخ را به تصویر کشیده‌است، هنگامی که مردم مادرید در مقابل اشغالگران فرانسوی در دوم ماه مه سال ۱۸۰۸ میلادی به پا خواستند. اما در همان روز و روز بعد، پاسخی سریع و وحشیانه گرفتند. مورخان به کشتار بیش از ۵۰۰۰ نفر از مردم بیگناه در جریان شورش‌های مادرید اشاره کرده‌اند. در سمت چپ کار، گروهی از مردم عادی بر روی خاکِ آغشته با خون و اجساد کشته شدگان زانو زده‌اند و رو به سوی جوخه آتش دارند. گروهی نیز به عنوان تماشاگر تقریباً در مرکز تصویر دیده می‌شوند. آسمانِ کاملاً تاریک و کدر، فضای تیره و غم‌افزای کار را تقویت می‌کند و حسی مرده، عاری از کوچکترین اجزای زندگی می‌دهد. تنها منبع نور صحنه، فانوسی مکعب شکل است که مقابل پاهای سربازان قرار گرفته‌است و صحنه کشتار را روشن می‌کند.

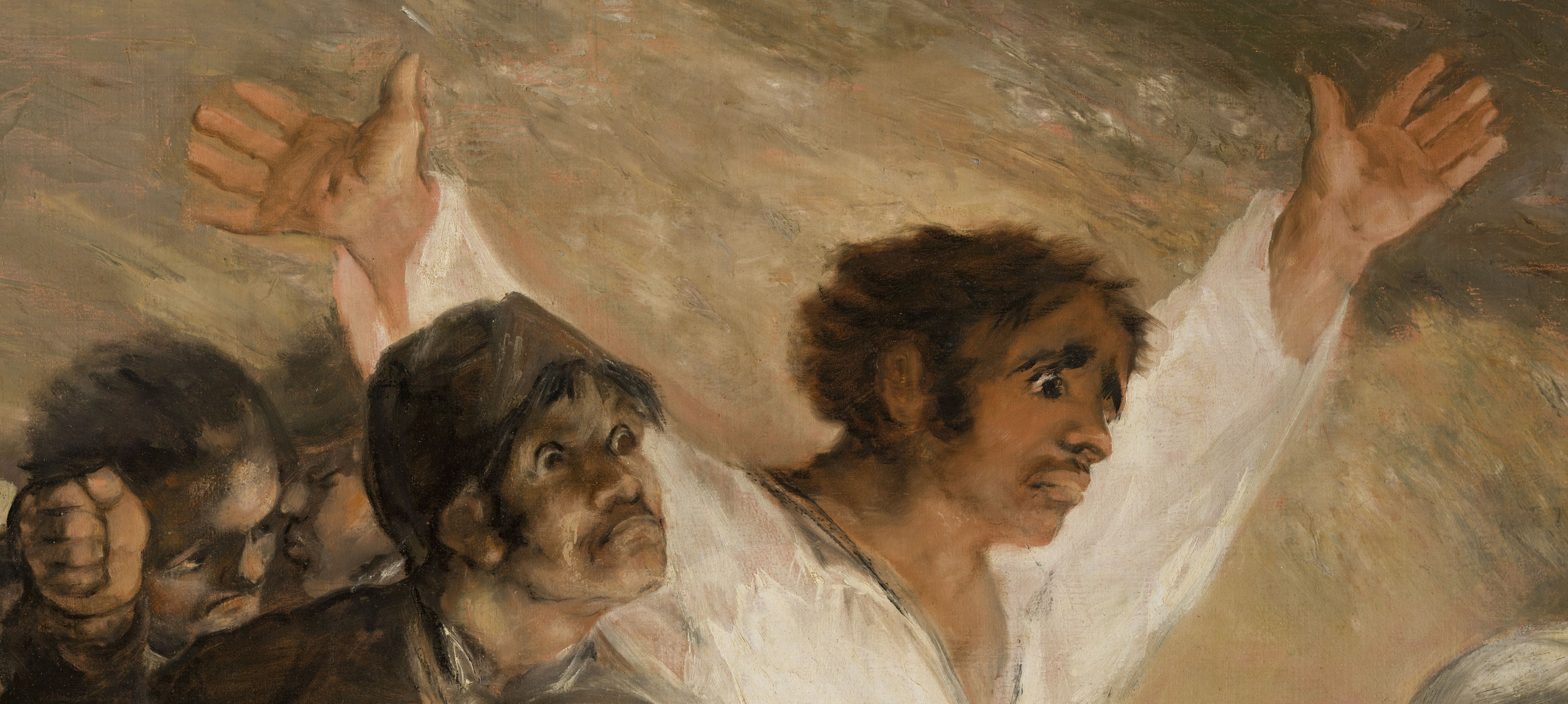

تمرکز اثر بر مردی است که با پیراهن سفید و شلوار زردرنگ در نیمه چپ کار و در میان محکومین قرار گرفته‌است. نوع نورپردازی و فضای روشن اطراف این فرد باعث می‌شود تا چشم هر بیننده‌ای در وهله اول وی را ببیند. نکته مهمی که در این میان وجود دارد، نحوه قرار گرفتن دستهای مرد محکوم است. گویا به زیبایی انتخاب را به بیننده واگذار کرده‌است تا از میان عجز و لابه برای بخشش تا پذیرا بودن مرگ با آغوش باز، یکی را انتخاب کند. همچنین V شکل بودن دستهای مرد محکوم و تکرار این المان در مردی که دقایقی پیش با گلوله کشته شده و با همان ترکیب روی زمین افتاده‌است، گریزی کوتاه به سمبولیسم دارد.

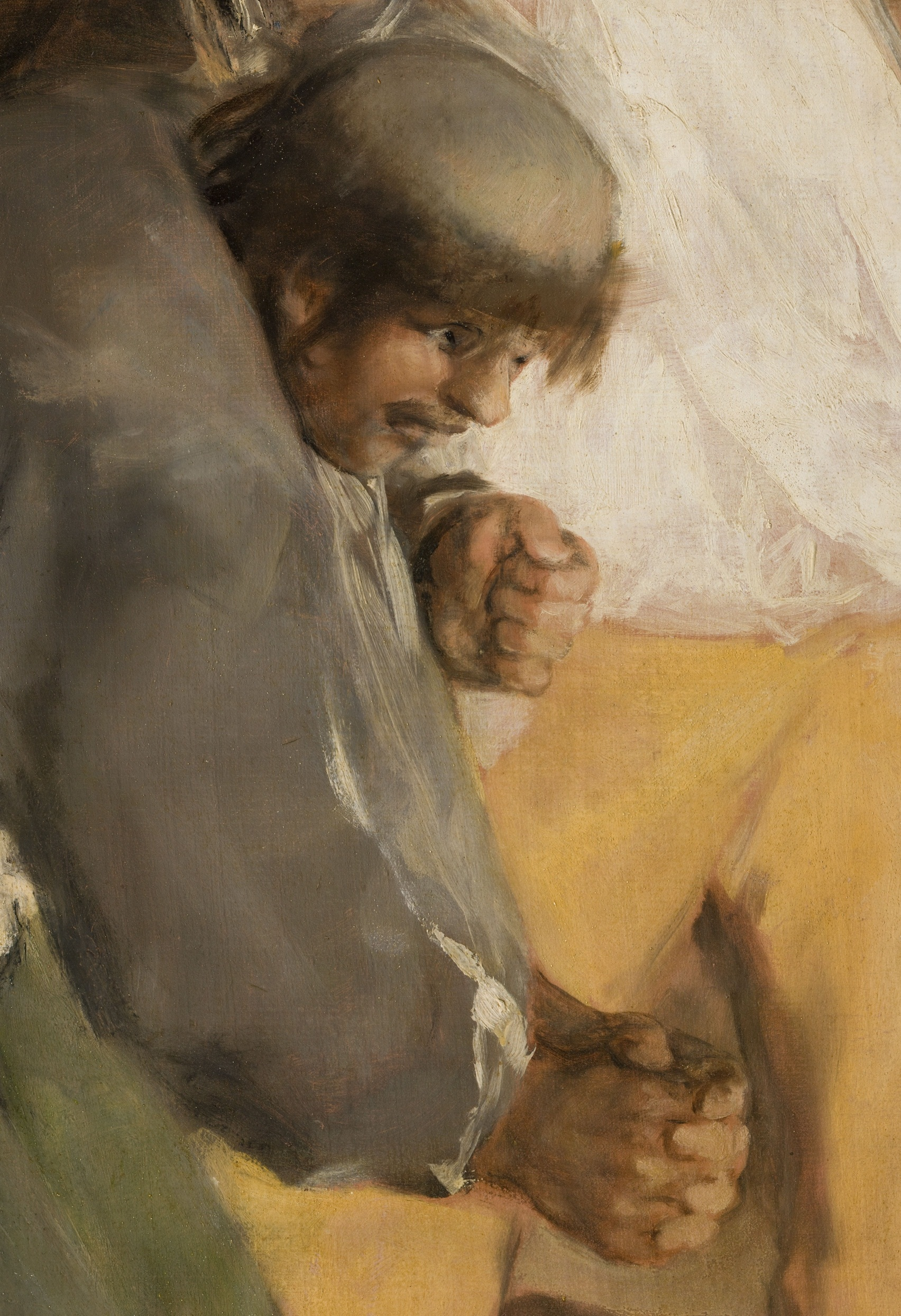

در میان محکومین در سمت چپ کار، یک راهب با سری تراشیده دیده می‌شود که دستانش را برای دعا کردن در هم گره زده‌است اما به جای این که دستان وی به سمت آسمان نشانه رود، زمین را می‌بیند. نگاه سنگین راهب به زمین و نحوه قرار گرفتن دستان در هم گره خورده‌اش، بیشتر متوجه ردیف سربازان برای بخشش است تا خداوند. در پشت راهب، مشتی گره کرده دیده می‌شود که در میانه راه برای بالا رفتن قرار دارد. نگاه مرد صاحب مشت خالی از هرگونه حس امید است و اینگونه به نظر می‌آید که وی بالا بردن مشتش را به نشانه اندک مقاومت در مقابل تصمیم این جلادان، کاری عبث و بیهوده می‌داند و در نهایت مردی که دستانش را طوری قرار داده‌است تا حایل صورتش و گلوله‌ها شود، به خوبی مرگ و ترس از آن را نشان می‌دهد.
این اثر به همراه «دوم ماه مه ۱۸۰۸» هم‌اکنون در موزه پرادو* در شهر مادرید نگهداری می‌شود.